# Frein de vélo
Un frein de vélo sert à ralentir ou à arrêter un vélo avec le frein à patin (frein à levier), mais aussi le frein hydraulique (frein mécanique). Les éléments essentiels sont : poignée et levier de frein, câble et gaine de câble, mâchoire de frein et patin à frein.

Animation d'un frein à étrier simple pivot à tirage latéral pour roue arrière.

## Histoire du vélo
Les premiers vélocipèdes puis les grands-bis étaient équipés de freins à patin. Vu que le pignon était fixe, le cycliste pouvait aussi réduire la vitesse en résistant au mouvement des pédales. Ce type de freinage était d'une faible efficacité.
Dans les années 1870, les bicyclettes de sécurité ont fait leur apparition. Leurs deux roues de taille égale leur donnent une allure semblable aux bicyclettes actuelles. Elles étaient généralement équipées d'un frein à patin à l'avant, et n'avaient pas de frein arrière. Vu que le pignon, là aussi, était fixe, le cycliste pouvait contrôler la vitesse par son pédalage. Les freins à patin n'étaient pas très puissants, et potentiellement dangereux par temps humide.
L'invention du pneumatique dans les années 1890 a amené le frein à mâchoires, le type de frein le plus communément utilisé sur les bicyclettes actuelles. Néanmoins, le frein à rétropédalage, invention et brevets du Suisse Frank Gloor, en 1902, également appelé frein torpédo, que l'on actionne en pédalant en arrière, a été très populaire au XXe siècle.

## Types

### Freins à mâchoire
La force de freinage des freins à mâchoire provient de l'application d'un patin (habituellement en cuir ou en caoutchouc) sur la jante.
Le cycliste presse un levier de frein monté sur le guidon. Les patins entrent en contact avec la jante de la roue en rotation. La friction ralentit la roue et donc la bicyclette. Les freins suivants sont basés sur ce principe :

#### Freins à tringle

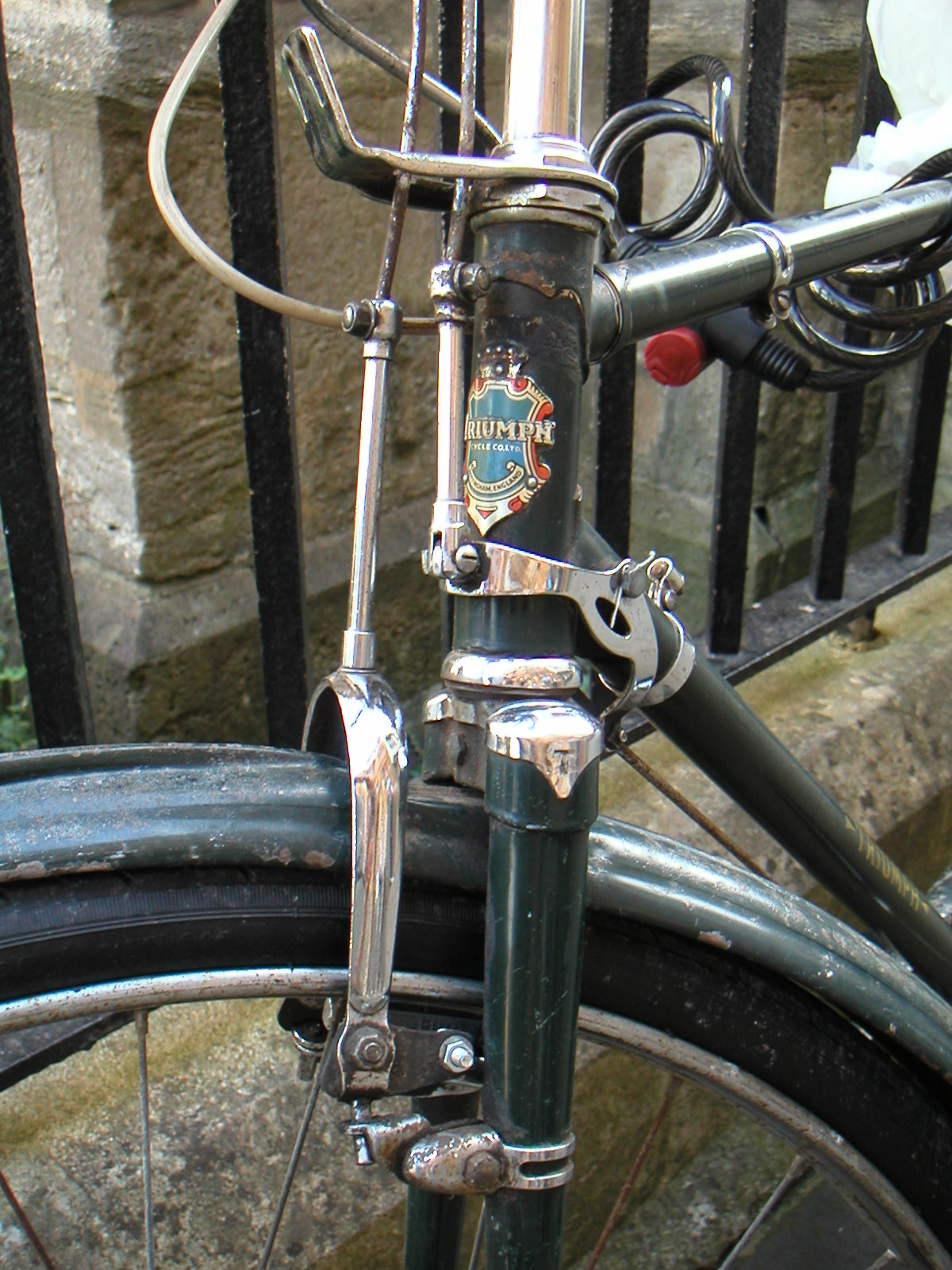
Frein à tringle avant et commande amont du frein arrière.

Ces freins utilisent des tringles et des pivots (plutôt qu'un câble Bowden) pour transmettre la force de freinage depuis les leviers aux patins de friction qui sont alors tirés vers le haut pour aller frotter sur la surface intérieure de la jante. Pour atteindre la roue arrière et actionner le frein avant le plus directement possible, il y a un mécanisme qui permet de transmettre la force sans bloquer la rotation de la fourche par rapport au cadre. S'ils sont lourds et complexes, les liens sont fiables et durables, et peuvent être réglés ou réparés à l'aide d'outillage simple, ce qui est pratique dans les endroits où les câbles Bowden sont chers ou introuvables. Ce type de frein est toujours utilisé sur certaines bicyclettes comme les roadsters, en particulier en Asie de l'Est et en Asie du Sud. Les jantes utilisées avec ces freins sont légèrement concaves sur la surface de freinage, n'ont pas de surface plane sur les côtés.

#### Freins à étrier, simple pivot

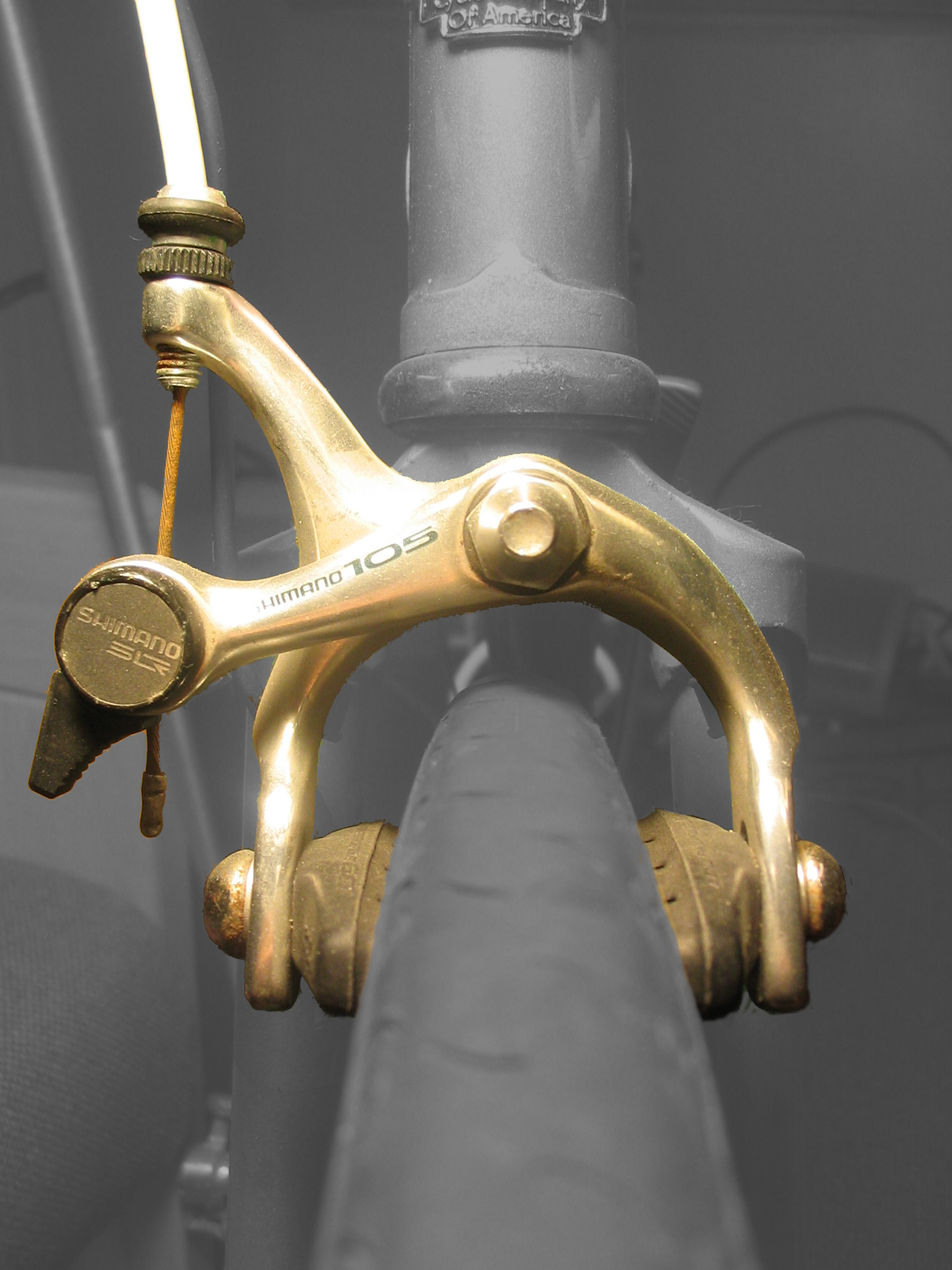
Freins à étrier, simple pivot, tirage latéral, sur une roue avant.

Ils consistent en deux bras courbés qui se croisent et pivotent au-dessus de la roue. Ils tiennent les patins de chaque côté de la jante. Ses bras s'étendent tous les deux du même côté ; l'une de ces extensions est fixée au câble, l'autre à sa gaine. Lorsque le cycliste appuie sur le levier, les bras sont actionnés et les patins vont appuyer sur la jante. Ces freins sont simples et efficaces pour des pneus relativement fins, mais sont assez flexibles, ce qui rend les performances assez mauvaises avec des pneus larges. S'ils sont de mauvaise qualité, ils ont également tendance à pivoter lors du freinage sans retrouver leur position initiale ; on se retrouve alors avec un patin qui frotte continuellement contre la jante. Ces freins étaient utilisés sur tous les types de vélos de route avant l'apparition des freins à étrier double pivot, mais actuellement ils ne sont plus utilisés que sur les vélos bon marché.

#### Freins à étrier, tirage central

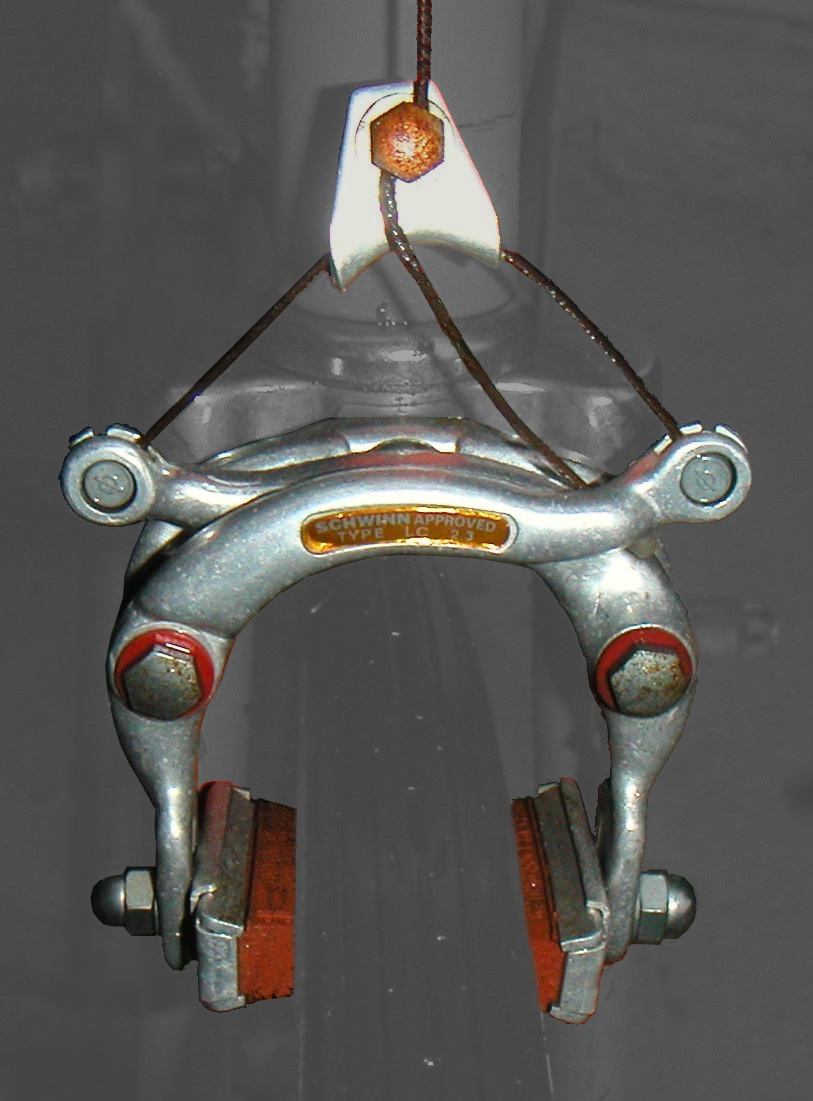
Freins à étrier, tirage central.

Leurs bras sont symétriques ; ils sont donc mieux centrés. La gaine est fixée à un serre-câble solidaire du cadre. Le câble qui en sort est attaché par un écrou à une pièce coulissante ou à une petite poulie. Le câble qui relie les deux bras passe au-dessus de cette petite pièce. La tension du câble est répartie également entre les deux bras, ce qui permet au frein de rester bien centré. Quoiqu'un peu plus sophistiqué, ce type de frein était assez courant en Europe jusqu'aux années 1980 (marques MAFAC, Weinmann…).

#### Freins à étrier, double pivot

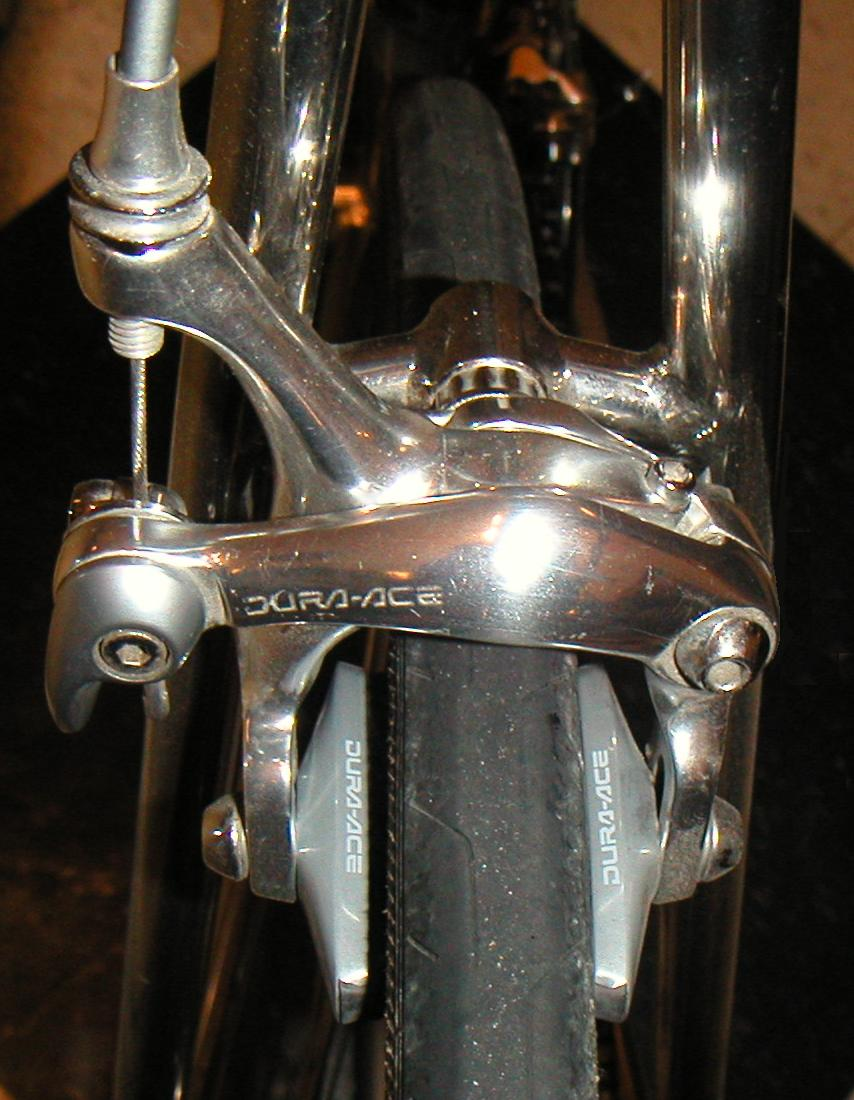
Freins à étrier, double pivot, tirage latéral.

Ce type de frein est utilisé sur les vélos de course modernes. Un bras pivote au centre, comme pour un frein à tirage latéral ; tandis que l'autre pivote sur le côté. La gaine est attachée comme celle d'un frein à tirage latéral. Le centrage des freins à tirage latéral a été simplifié par l'adoption massive des freins à double pivot à tirage latéral (un système ancien redécouvert par Shimano au début des années 1990). Ces freins offrent un avantage mécanique plus grand, ce qui permet un meilleur freinage. Les freins à double pivot sont légèrement plus lourds que les freins à étrier traditionnels à tirage latéral, et fonctionnent mal avec une jante voilée.

#### Freinscantileverà tirage central

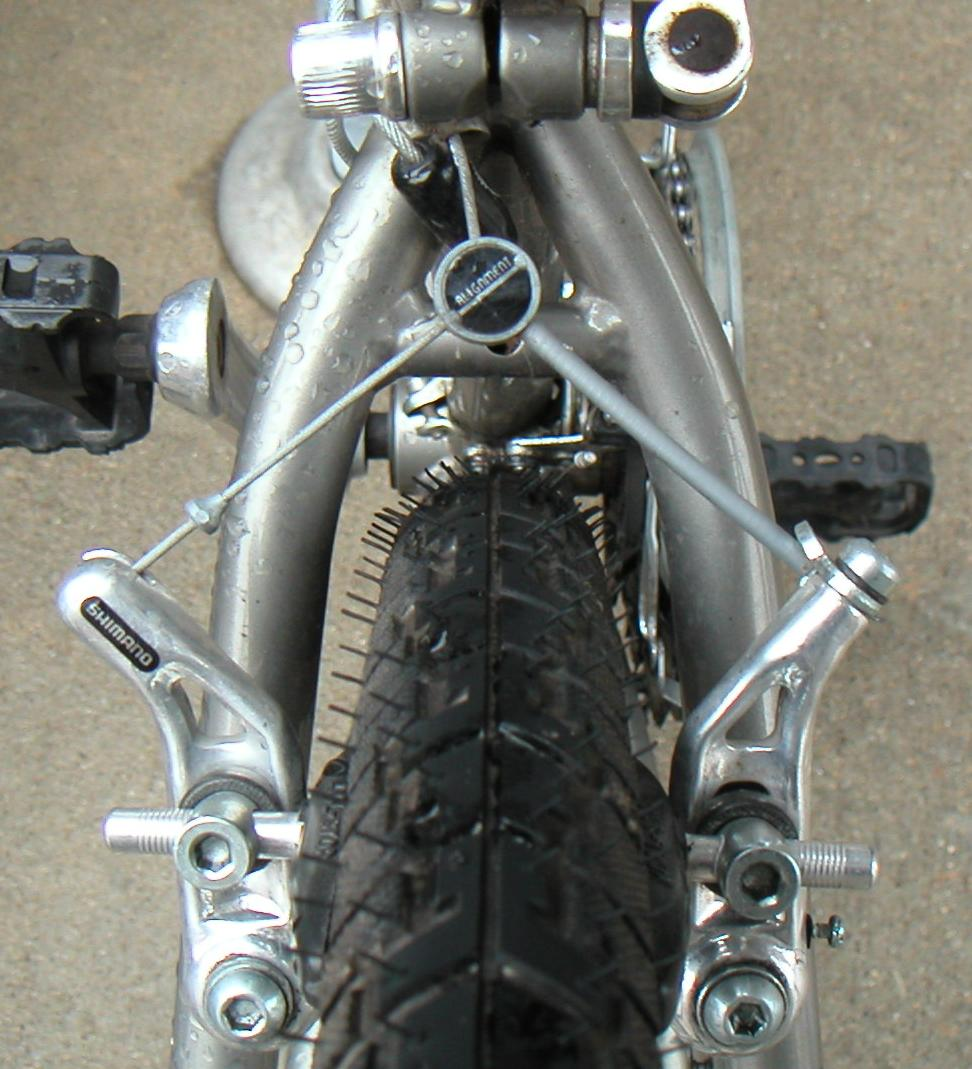
Frein cantilever.

Chaque bras est attaché à son point de pivot, situé d'un côté du hauban ou de la fourche, juste en dessous de la jante. Cela convient mieux aux pneus larges (comme ceux des VTT) que les freins à étrier, car avec ces derniers, la distance importante entre le pivot et le patin fait que les bras se tordent, ce qui réduit l'efficacité du freinage.
Le frein cantilever traditionnel a un bras saillant en forme de L de chaque côté, un stop-câble qui tient la gaine sur le cadre ou la fourche, ainsi qu'un câble de liaison entre les deux bras qui est similaire au câble des freins à étrier à tirage central. Le câble qui vient du levier tire le câble de liaison vers le haut, ce qui fait pivoter les bras vers le haut et vers l'intérieur : les deux patins viennent donc s'appuyer de chaque côté de la jante.
À l'heure actuelle, ils ne sont plus utilisés que sur les vélos de cyclo-cross pour permettre un freinage efficace par conditions mauvaises (boues, neige), voire encore sur Paris-Roubaix ou le Tour des Flandres pour les mêmes problèmes.

#### Freins cantilever à tirage linéaire (aussi connus sous le nom déposé «V-brakes»)

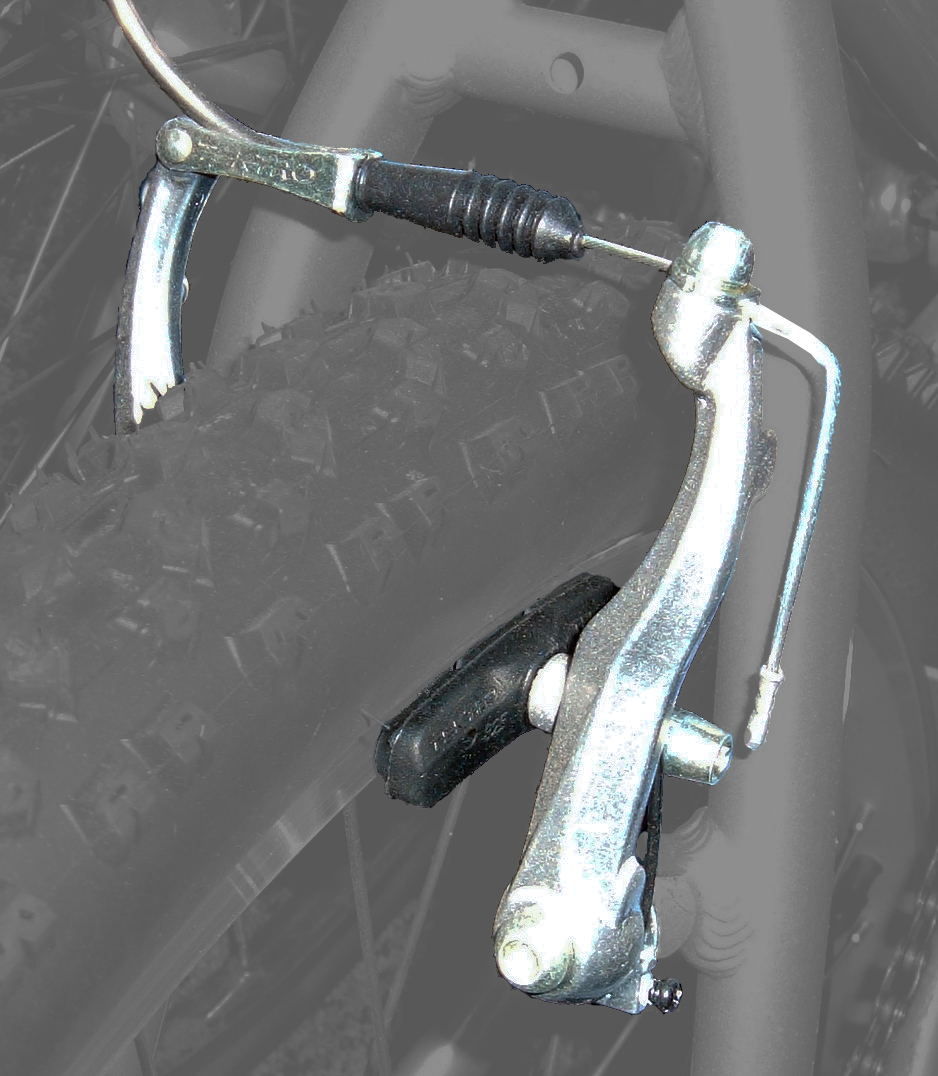
Frein à tirage linéaire sur une roue de VTT.

Ces freins se montent sur les mêmes pivots que les cantilever traditionnels, mais les bras sont tendus vers le haut ; la gaine est attachée à un bras et le câble à l'autre, comme pour les freins à étrier à tirage latéral. Ils sont généralement plus faciles à ajuster que les freins cantilever, mais ont besoin d'un plus petit espace entre le patin et la surface de la jante. Ils s'adaptent bien sur les systèmes de suspension que l'on trouve fréquemment sur les vélos tout terrain parce qu'ils n'ont pas besoin d'un stop-câble sur le cadre ou la fourche. Vu qu'ils ont un avantage mécanique plus grand, les leviers de frein à tirage linéaire doivent permettre une course du câble plus longue que les leviers prévus pour des freins à étrier ou des freins cantilever traditionnels. Ce ratio a été plus tard adopté pour les freins à disque, faisant des leviers de freins « V-brake » (marque de Shimano) un standard pour les vélos tout terrain.

#### Freins U-brakes
Ils sont également connus sous le terme AD-990, d'après le modèle populaire de Dia-Compe, qui établit d'ailleurs un standard pour les positions des pivots de U-brakes sur les cadres et les fourches. Les pivots des bras sont montés de chaque côté du cadre ou de la fourche en dessous de la jante. Les bras se croisent de la même manière que ceux des freins à tirage central. En fait, les freins U-brake et les freins à étrier et tirage central sont similaires dans le principe, les différences étant, d'une part, qu'ils ne sont pas utilisés pour les mêmes types de vélo, et d'autre part, que les U-brakes sont habituellement montés sur des pivots qui font partie du cadre ou de la fourche, tandis que les freins à tirage central utilisent un boulon qui fait office de pont. Les freins U-brake constituent le standard actuel pour les cadres et fourches de BMX freestyle. Certains vélos tout terrain en ont également été équipés au début des années 1990. Le principal avantage d'un U-brake par rapport à un cantilever ou un frein à tirage linéaire tient au fait qu'il dépasse moins du vélo latéralement. C'est particulièrement important pour les vélos de freestyle BMX ou les parties saillantes risquent d'une part d'être abîmées, et d'autre part de heurter le cycliste ou le reste du vélo.

#### Freins hydrauliques sur jante
Ces freins ne sont pas très répandus. Ils peuvent généralement être montés sur les mêmes pivots que les cantilever ou les freins à tirage linéaire. Ils équipaient certains vélos tout terrain haut de gamme au début des années 1990, mais se sont effacés devant l'arrivée des freins à disque. L'amélioration modeste des performances (meilleurs puissance et contrôle) qu'ils offraient par rapport aux autres freins sur jante était contrebalancée par un poids plus élevé et une plus grande complexité. Ils ne sont à l'heure actuelle quasiment plus utilisés que sur les vélos de trial, les tandems haut de gamme et certains vélos de randonnée.

#### Freins delta
Mis sur le marché par Campagnolo en 1985, mais également fabriqués par Weinmann et d'autres constructeurs, ce sont des freins de vélo de route. Leur nom vient de leur forme triangulaire. Ils sont ne sont pas très courants et ne sont plus fabriqués. Le câble pénètre au centre, tire sur un coin d'un parallélogramme à l'intérieur du frein. Une poussée s'exerce alors sur les bras du freins au-dessus des pivots, ce qui les fait descendre en dessous des pivots. Les patins entrent alors en contact avec la jante. Ils ont été critiqués pour leur poids, leur médiocre puissance de freinage et un avantage mécanique variable. Néanmoins leur look design leur confère une certaine cote chez les collectionneurs.

#### Avantages et inconvénients
Les freins sur jante sont bon marché, légers, leur mécanisme est simple, leur maintenance aisée, et ils sont puissants. Néanmoins, leur performance se dégrade lorsque les jantes sont humides. Ce problème est plus marqué avec des jantes en acier ou des jantes chromées qu'avec des jantes en aluminium que l'on trouve sur des vélos plus chers. De plus, les freins sur jantes s'encrassent facilement avec la boue, en particulier lors de la pratique du vélo tout terrain.
Les freins sur jante nécessitent une maintenance régulière. Les patins peuvent s'user rapidement et doivent alors être remplacés. Au fil du temps, les jantes s'usent également. On doit donc vérifier le degré d'usure de leur paroi de temps en temps pour éviter la rupture de la jante, qui aboutit la plupart du temps à une chute grave. En fonction des patins et de la jante, cela peut arriver après quelques milliers de kilomètres surtout si le vélo a été utilisé par temps humide ou dans de la boue qui, prise entre le patin et la jante, agit comme un abrasif. L'inclusion de grains de sable dans les patins peut aussi conduire à une usure rapide de la jante. De plus l'inclinaison et l'usure des patins peut générer un bruit très puissant lorsque le frein est actionné, on dit : « avoir les freins qui chantent ».
Même si les câbles Bowden actuels posent moins de problèmes, ils peuvent quand même se gripper s'ils ne sont pas lubrifiés régulièrement, ou si de l'eau s'introduit dans la gaine. Les câbles peuvent également s'user au cours du temps ; néanmoins, il y a plus de chance qu'ils finissent soit craqués, soit que le bout s'effiloche. Si le câble n'est pas remplacé quand il est effiloché, il peut rompre soudainement lors d'un freinage brusque, ce qui est particulièrement dangereux. Les freins sur jante ont aussi besoin d'une jante peu voilée. Si la jante est trop déformée, soit les freins frottent dessus même lorsqu'ils ne sont pas actionnés, soit ils n'appuient pas suffisamment et la pression sur la jante est inégale avec certains freins, par exemple les freins à double pivot.
Les freins sur jantes fonctionnent en convertissant l'énergie cinétique du vélo en énergie thermique. En condition d'utilisation normale, et pour un vélo léger, cela ne pose pas de problème car le freinage s'applique seulement pendant un temps, et avec une force limitée. La chaleur se dissipe donc rapidement. Par contre, en montagne et pour les vélos de tourisme chargés ou pour les tandems, cette chaleur peut augmenter la pression des pneus au point que le pneu se déchausse de la jante. Si cela arrive à la roue avant, le risque d'accident est très grand. Le risque est plus important en descendant doucement parce que les freins fonctionnent tout le temps et que l'air ne circule pas suffisamment autour de la roue. Plus la vitesse est élevée et plus la résistance de l'air freine le cycliste, ce qui diminue l'énergie à dissiper dans les freins. Le risque peut donc être diminué en dégonflant légèrement les pneus et en adoptant un style de conduite « agressif », par exemple en ne freinant que dans les virages. Néanmoins, une meilleure solution consiste à utiliser un frein à tambour ou un frein à disque, qui ne font pas chauffer la jante.
Il y a plusieurs types de patins de frein. La plupart sont en gomme de caoutchouc et sont tenus par un sabot avec un pivot ou un boulon qui dépasse à l'arrière pour pouvoir être attaché au frein. Certains modèles sont constitués d'une seule pièce, l'attache étant moulée directement dans le patin pour diminuer les coûts de production. Plus la gomme est tendre, meilleur sera le freinage mais plus elle s'usera vite. La gomme peut également être abrasive, ce qui améliore le freinage mais abîme plus la jante. Les gommes composites ont une meilleure efficacité par temps humide. Les patins de frein sont généralement courts, mais on en trouve aussi des variétés plus longues pour augmenter la surface de freinage ; ils doivent alors être incurvés pour suivre la courbure de la jante. Un patin plus large ne frotte pas plus, mais s'use moins vite. Ainsi, on peut faire des patins plus fins, ce qui simplifie le démontage de la roue, en particulier avec des freins à tirage linéaire. En général, on peut monter sur un frein n'importe quel type de patin tant que la méthode de montage du patin est compatible. Les jantes en carbone et certaines roues pleines doivent en général utiliser des patins non abrasif.

### Freins à disque

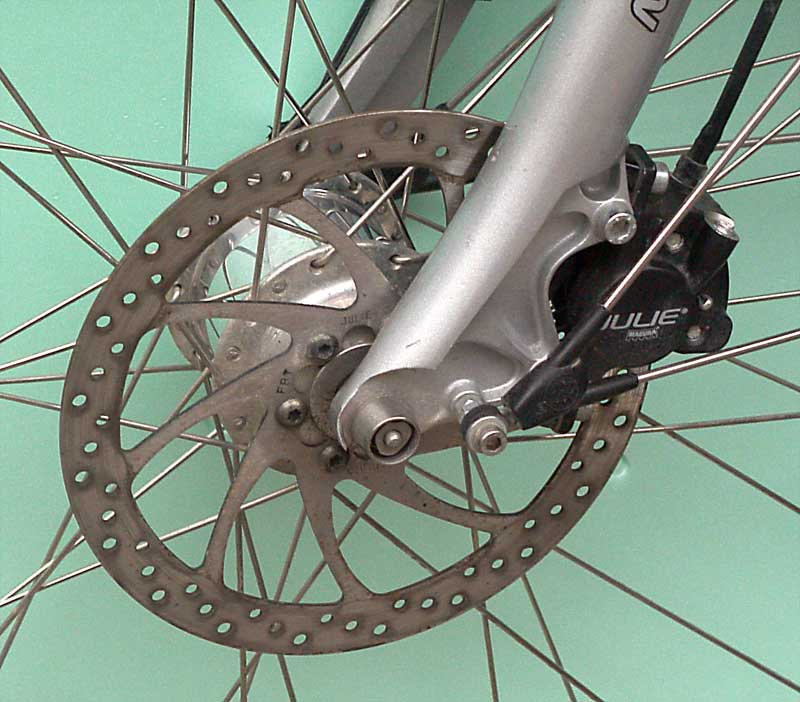
Frein à disque avant, monté sur la fourche et le moyeu.

Les freins à disque consistent en un disque de métal attaché au moyeu et qui tourne avec la roue du vélo. Les étriers sont attachés au cadre ou à la fourche avec des plaquettes qui viennent frotter de chaque côté du disque. On utilise des freins à disque pour les motos depuis des décennies, et c'est le type de frein le plus répandu. Après plusieurs tentatives (partiellement réussies) au cours des dernières décennies de les introduire dans le domaine de la bicyclette, ils sont maintenant en train de se populariser. Des améliorations récentes sur le poids, le prix et la fiabilité des matériaux ont poussé plusieurs constructeurs à développer des systèmes de frein à disque qui se généralisent. On les utilise principalement pour rouler en VTT en dehors des pistes goudronnées, mais aussi parfois sur les vélos hybrides, les vélos de tourisme et depuis 2013 sur les vélos de route. Certains tandems ont un frein à disque sur la roue arrière en plus de freins sur jante.

#### Avantages
La qualité du freinage des freins à disque reste la même quelles que soient les conditions, y compris l'eau, la boue, et la pluie. Cela est dû à plusieurs facteurs :
Tout d'abord, ils ne sont pas en contact avec la jante, ce qui les éloigne des saletés. Les freins restent donc plus propres. Ensuite, les disques ont généralement moins de voilage que les jantes, les plaquettes peuvent être plus proches des disques, ce qui procure un avantage mécanique sur les freins sur jante. De plus, des trous dans le disque permettent l'évacuation de l'eau. Pour ces raisons, les freins à disque freinent (presque) aussi bien par temps humide que par temps sec.
Ils évitent aussi l'usure des jantes, en particulier dans les conditions boueuses, et n'ont pas besoin que les roues soient bien dévoilées. Les plaquettes ne sont en général pas en caoutchouc, mais plutôt en métal soudé ou en composé organique. Elles durent donc plus longtemps que les freins sur jante. Les freins à disque offrent une plus grande plage de puissance de freinage et nécessitent généralement, à puissance de freinage égale, une force moins grande de la part du cycliste.
L'utilisation de pneus larges de trois pouces (soit environ 7,5 cm) nécessite des freins à disque car les freins sur jante ne sont pas conçus pour enjamber des pneus aussi larges.
Tout cela rend les freins à disques très intéressants à utiliser pour du vélo tout terrain, en particulier dans ses formes les plus agressives, comme le freeride ou la descente. Ils sont également de plus en plus populaires sur les vélos hybrides.

#### Inconvénients
Les freins à disque sont généralement plus lourds et plus chers que les freins sur jante. Ils ont besoin d'un moyeu conçu pour accueillir le disque et d'un cadre ou une fourche conçus pour accueillir l'étrier. Les anciens moyeux de roue avant déplaçaient souvent le flanc gauche du moyeu vers l'intérieur, ce qui incurvait la roue et la rendait moins résistante aux pressions de l'autre côté du disque. Sur les vélos de route et les tandems équipés d'un frein à disque avant, les fourches doivent être renforcées pour supporter la force exercée par le frein ; cela rend ces fourches plus lourdes.
Un frein à disque exerce plus de torsion sur les rayons de la roue qu'un frein sur jante vu que la force s'applique entre le moyeu et la jante. Les rayons doivent donc être renforcés, ce qui rend les roues plus chères et légèrement plus lourdes.
La position des freins à disque est incompatible avec de nombreux modèles de porte-bagages. C'est pourquoi on trouve peu de freins à disque sur les vélos de tourisme. Néanmoins, les constructeurs de porte-bagages s'efforcent de régler le problème.
En cas de chute collective, comme il en arrive parfois dans le Tour de France, l'arête extérieure vive des disques peut provoquer des blessures pour les coureurs qui tombent sur le vélo de leur voisin de course déjà au sol. Par sécurité, la partie la plus externe des disques ne devrait pas être usinée en forme cylindrique, mais en forme arrondie (demi-tore) pour supprimer toute partie coupante.
Dans les courses cyclistes, les freins à disque font probablement moins de bruit et sont moins visibles que les freins à mâchoire, ce qui pourrait être la cause de chutes en cas de freinage brutal dans un peloton, le cycliste suiveur pouvant ne pas s'apercevoir que le cycliste devant lui freine.
En cas de crevaison du pneu, il est plus difficile et plus long de changer une roue équipée de frein à disque sur le moyeu qu'une roue avec frein sur jante.

#### Hydraulique ou mécanique
Il y a deux types majeurs de freins à disque : mécaniques (actionnés par un câble) et hydrauliques. Les freins à disque mécaniques sont en général moins chers, mais ils ont une plage de puissance moins grande et peuvent accumuler de la saleté dans les gaines.
Les freins hydrauliques poussent un liquide depuis un réservoir à travers un tuyau. Cela actionne les pistons dans les étriers qui poussent les plaquettes contre le disque. Ils sont mieux protégés contre l'accumulation de saletés, mais sont plus difficiles à réparer lors d'une sortie car il faut des outils très spécialisés. Des bulles d'air se coincent parfois dans les tuyaux qui doivent alors être purgés. Les disques mécaniques quant à eux sont rarement complètement hors-service.
Lors de longues descentes raides, la chaleur dégagée par les disques et les plaquettes peut faire entrer le fluide hydraulique en ébullition. Le fluide, partiellement gazeux, n'est alors plus incompressible et ne peut plus transmettre la force de freinage. Pour éviter ce problème, des disques de 203 mm (huit pouces) sont devenus communs sur les vélos de descente. Des disques plus larges ont besoin, pour une même force de freinage, de moins de pression sur les étriers ; ils dissipent la chaleur plus rapidement et l'absorbent également mieux grâce à leur masse plus importante. On utilise à l'heure actuelle deux types de liquide pour les freins hydrauliques : de l'huile minérale et de l'huile DOT. L'huile minérale est en général inerte, tandis que l'huile DOT est corrosive pour la peinture des cadres mais bout à plus haute température. Utiliser le mauvais fluide peut causer des dommages ou des corrosions.

#### Action simple ou double
La plupart des freins à disque actionnent les plaquettes des deux côtés de l'étrier. Sur certains modèles bon marché, seulement une seule plaquette se déplace. Beaucoup de freins hydrauliques disposent d'un mécanisme d'auto-ajustement qui permet de garder la distance entre les plaquettes et le disque constante, même lorsque les plaquettes s'usent. La plupart des freins mécaniques disposent d'un mécanisme pour contrôler manuellement la distance plaquette-disque. Les étriers sont en général maintenant en une seule pièce pour augmenter la rigidité et réduire le risque de fuite. Mais les freins en deux pièces évacuent la chaleur plus efficacement ; les modèles haut de gamme sont en général équipés d'un étrier en deux pièces. Les étriers haut de gamme ont souvent quatre pistons ou plus tandis que les modèles bon marché n'en ont en général qu'un ou deux.

#### Standard pour le montage des étriers
Il y a plusieurs standards pour le montage des étriers de freins à disque. Le montage IS (international standard)  est différent pour un disque de six pouces et pour un de huit pouces, et diffère entre des fourches différentes. Le standard postmount change selon la taille du disque et le type d'axe. Plusieurs variantes incompatibles ont été produites au cours des années, principalement par les constructeurs de fourches. Le montage utilisé sur la fourche Boxxer de la marque RockShox est le montage le plus typique parmi tous ces montages spécialisés, mais la plupart des fabricants de fourche utilisent maintenant soit le montage IS, soit le montage postmount pour leurs différentes fourches. Le constructeur de freins Hayes vend ainsi treize adaptateurs différents pour monter les freins qu'il produit sur divers modèles.

#### Avantages et inconvénients des différents types de montage
Un inconvénient du montage postmount est que le boulon est fileté directement dans les fourreaux de la fourche. Si le filetage ou le boulon sont abîmés, il faut changer les fourreaux. Les constructeurs de cadre ont standardisé le montage IS pour le frein arrière. Ces dernières années, le montage postmount s'est répandu et est devenu le plus commun. Cela est dû principalement à la baisse du coût de production des étriers pour ce montage. Avec ce type de montage, on peut moins choisir l'emplacement du disque. Il est possible d'avoir des combinaisons fourche/moyeu incompatibles en fonction du disque. Avec un montage IS, l'étrier peut être déplacé plus près ou plus loin du point de montage.

#### Standard pour le montage du disque
Il y a plusieurs options pour le montage du disque : IS (international standard), Centerlock, Cannondale à 4 boulons, Hope à 5 boulons et Rohloff à 4 boulons pour en nommer quelques-uns. IS est un montage à 6 boulons et est le standard dans l'industrie. Centerlock est breveté par Shimano et utilise une interface cannelée et un anneau de serrage pour bloquer le disque. L'interface cannelée est rigide et enlever le disque est rapide car il suffit de retirer un anneau. Par contre, ce système est breveté et requiert une licence de la part de Shimano. Il faut également un démonte cassette Shimano pour enlever le disque et cet outil est plus cher et plus rare qu'une clé Torx. Avec le montage 6 boulons IS, il y a plus de choix de moyeux et de disque. Les disques IS utilisent des têtes de vis (typiquement M5x0.8x10mm avec collerette) soit hexagonale, soit Torx. Les disques IS sont donc en général plus longs à enlever. On préfère les vis Torx car elles ont un meilleur couple : on arrache plus facilement la tête d'une vis à tête hexagonale en la serrant trop, ce qui rend la vis très difficile à enlever par la suite.

#### Taille des disques
Il y a plusieurs tailles de disque, généralement 140 mm, 160 mm, 185 mm ou 203 mm de diamètre, mais il y a d'autres tailles car chaque fabricant de freins fait des disques qui ne fonctionnent qu'avec ses étriers et les dimensions sont souvent différentes de quelques millimètres. Des disques larges ont une grande puissance car le moment de freinage généré par les étriers est plus important. Des petits disques ont moins de force de freinage, mais pèsent également moins lourd. Des disques larges dissipent la chaleur plus efficacement, ce qui évite que les freins ne s'abîment ou cassent. En général, les cyclistes de descente vont utiliser des freins plus larges pour supporter des freinages plus intenses et plus longs. Les coureurs de cross country ont en général de plus petits freins qui peuvent facilement supporter une charge de freinage moins importante et offrent un gain de poids de l'ordre de 100 g par disque. On voit aussi fréquemment des vélos avec un disque large à l'avant et un moins grand à l'arrière.

#### Interdiction
Les freins à disques ont été interdits sur les vélos de route pour un usage en compétition par l'UCI jusqu'en juillet 2018, pour des raisons de sécurité (voir plus haut inconvénients), notamment en raison du danger présenté par les disques fins et coupants en cas de chute, et des fourches de route qui sont moins solides que celles des VTT et également en raison du freinage d'urgence qui est plus violent que celui d'un frein à étrier. En revanche, la Fédération française de cyclisme maintient l'interdiction et demande la mise en place de protections pour les cyclistes.

### Freins à tambour

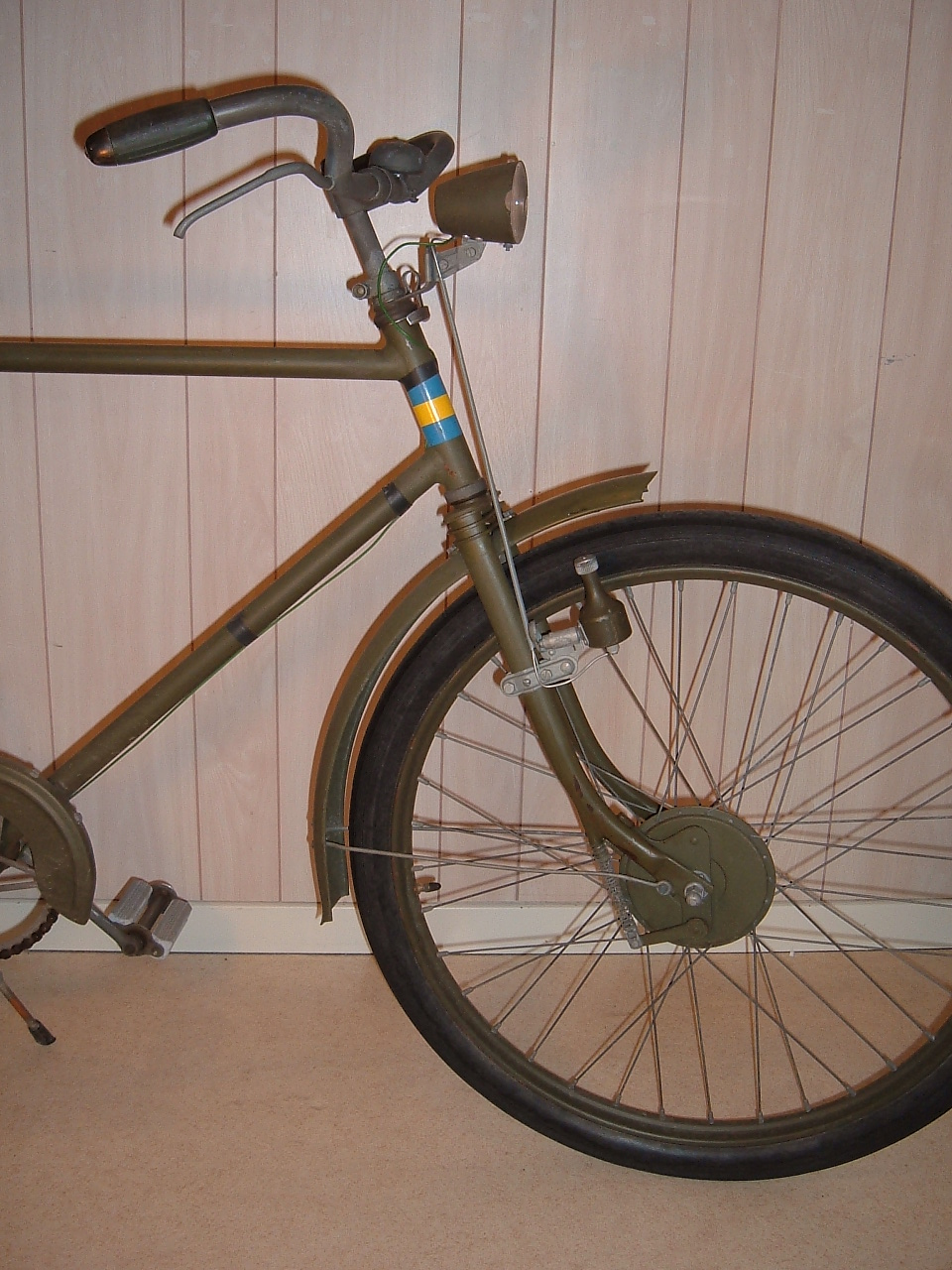
Frein à tambour avant sur une bicyclette militaire suédoise des années 1940 ou 1950.

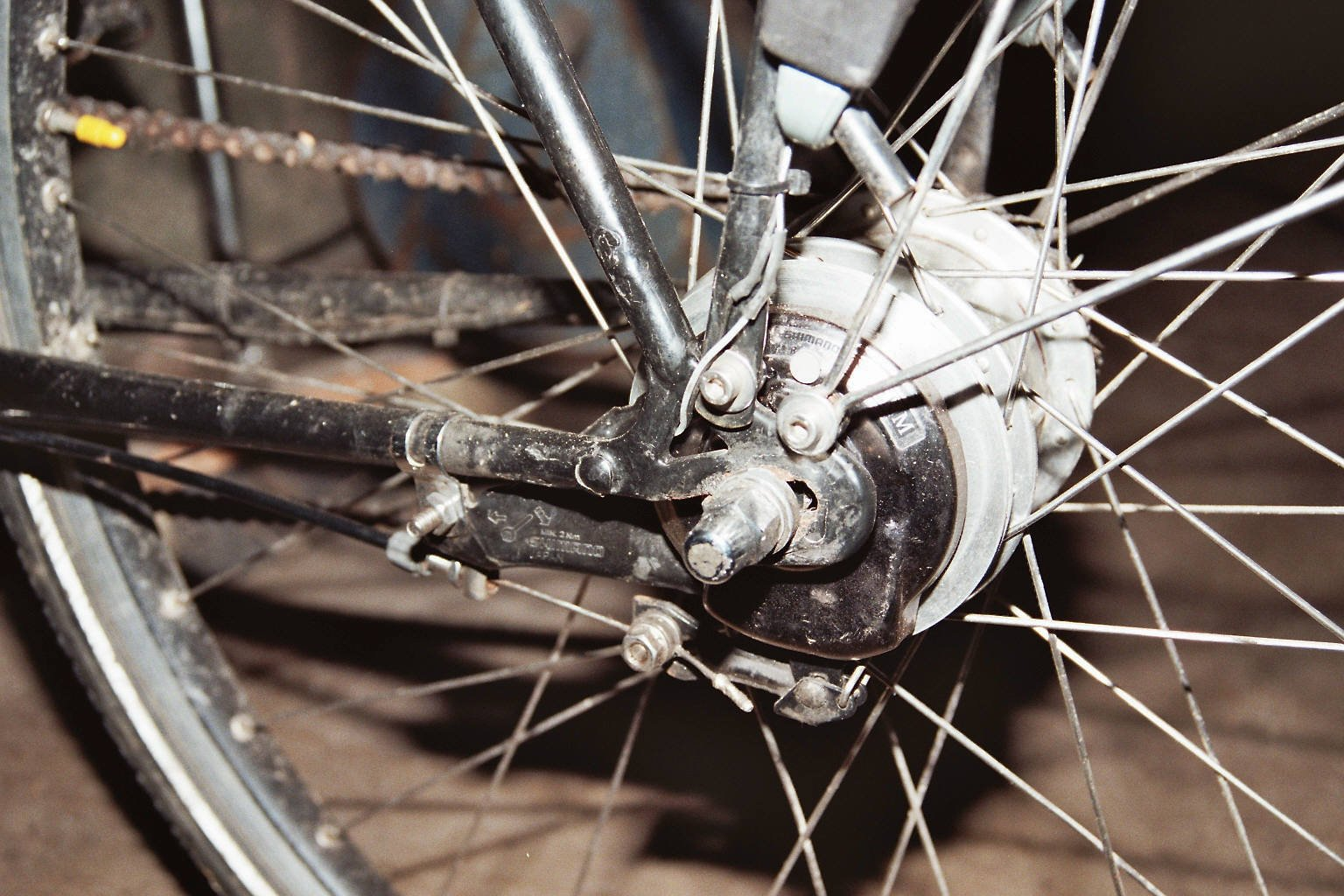
Frein roller brake de Shimano (frein à tambour) incorporé au système de vitesses dans le moyeu.

Les freins à tambour sont utiles par temps humide, insensibles à la boue et faciles à régler. Ils sont très lourds, plus compliqués et souvent moins efficaces que des freins sur jante, mais ils ont besoin de moins de maintenance et leur efficacité n'est pas affectée par la pluie. On trouve des freins à tambour actionnés aussi bien par des câbles que par des tringles. Dans certains pays, en particulier aux Pays-Bas, on les trouve couramment sur des bicyclettes utilitaires ; ils équipent aussi souvent les triporteurs et vélos-cargos.
Les freins à tambour pour bicyclettes fonctionnent comme ceux pour voiture, mais n'ont pas de cliquet d'autoajustement ni de commande hydraulique. Deux patins subissent une pression excentrique en direction de la surface de freinage à l'intérieur du tambour solidaire du moyeu de la roue. Le diamètre intérieur du tambour est typiquement de 70~120 mm.
Les freins Roller brake de Shimano sont une variante particulière de frein à tambour: en lieu et place des patins, c'est une couronne de galets cylindriques en acier qui vient prendre appui sur l'intérieur du tambour. Ce type de frein exige un entretien particulier comme les galets doivent être enrobés d'une graisse spéciale (ne jamais utiliser une graisse non prévue à cet usage). Lorsque la graisse vient à manquer ces freins s'échauffent fortement et peuvent provoquer un blocage de la roue et un accident grave. Il faut donc les regraisser sans attendre dès qu'ils donnent des signes de blocage. Pour éviter la surchauffe qui survient assez rapidement en cas de freinage prolongé en descente, les versions les plus récentes de freins roller brake sont équipées d'un disque de refroidissement avec ou sans ailettes.

#### Freins de ralentissement
Certaines bicyclettes ont des freins de ralentissement : des freins à tambour dont le but est plus de ralentir le vélo dans les longues descentes que de l'arrêter. On peut trouver ces freins sur des tandems adaptés à la montagne. En effet, l'usage intensif de freins sur jante peut chauffer le pneu au point de le faire exploser. Le principal fabricant de freins de ce type est Arai, dont les freins sont vissés sur le côté gauche de moyeux avec roue libre à filetage traditionnel. Ces freins sont actionnés par des câbles Bowden.

### Freins à rétropédalage

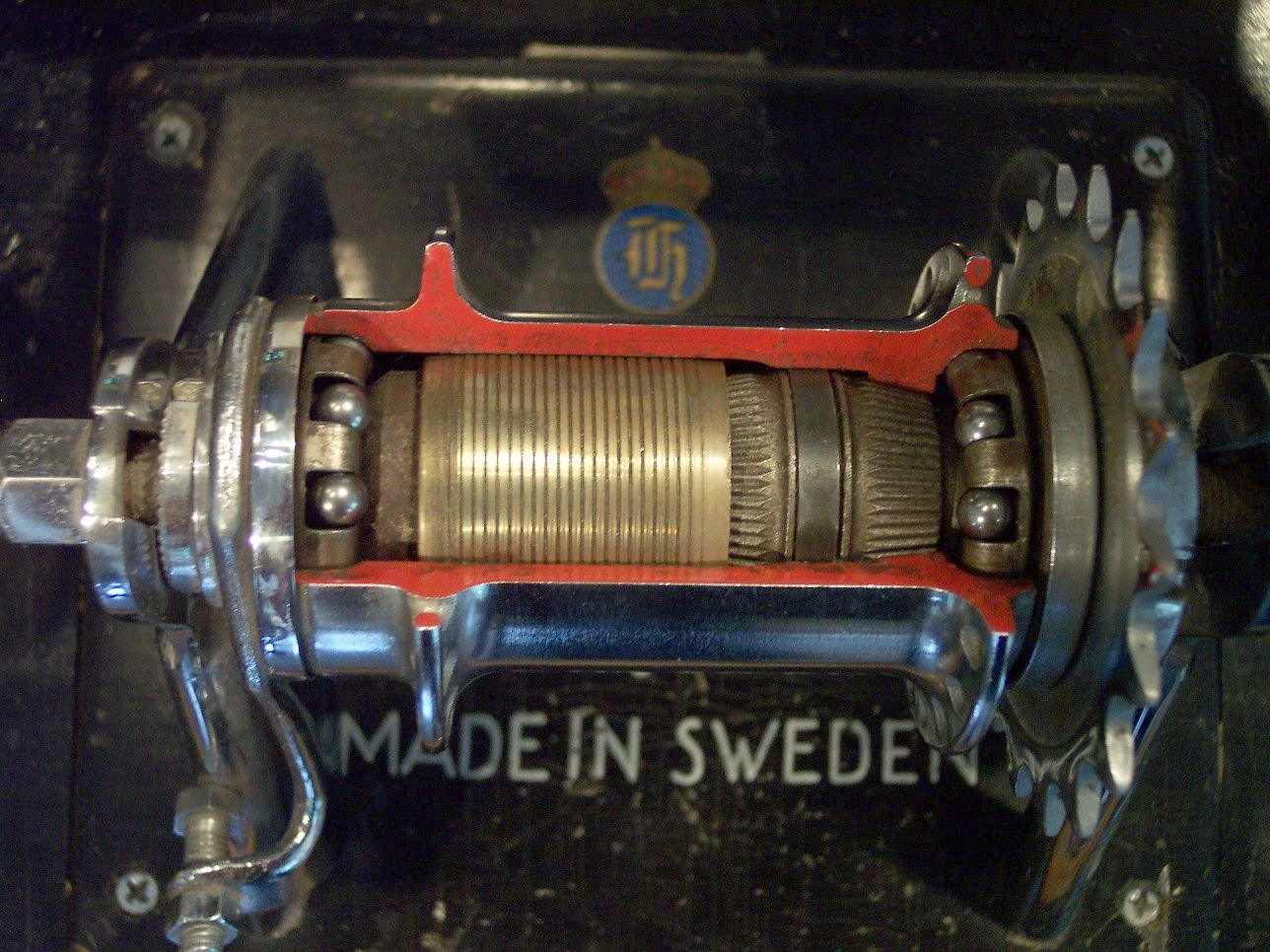
Coupe d'un frein à rétropédalage Husqvarna Novo.

Le frein à rétropédalage est un frein à tambour intégré dans le moyeu arrière, avec roue libre interne. La roue libre fonctionne de manière classique, mais lorsque l'on pédale en arrière, le frein s'enclenche immédiatement au bout d'une fraction de tour (environ 10°). C'est le micro-mécanicien, inventeur et entrepreneur suisse Frank Gloor, qui le premier inventa et breveta le frein à rétropédalage en 1902, bien avant Ernst Sachs (de).

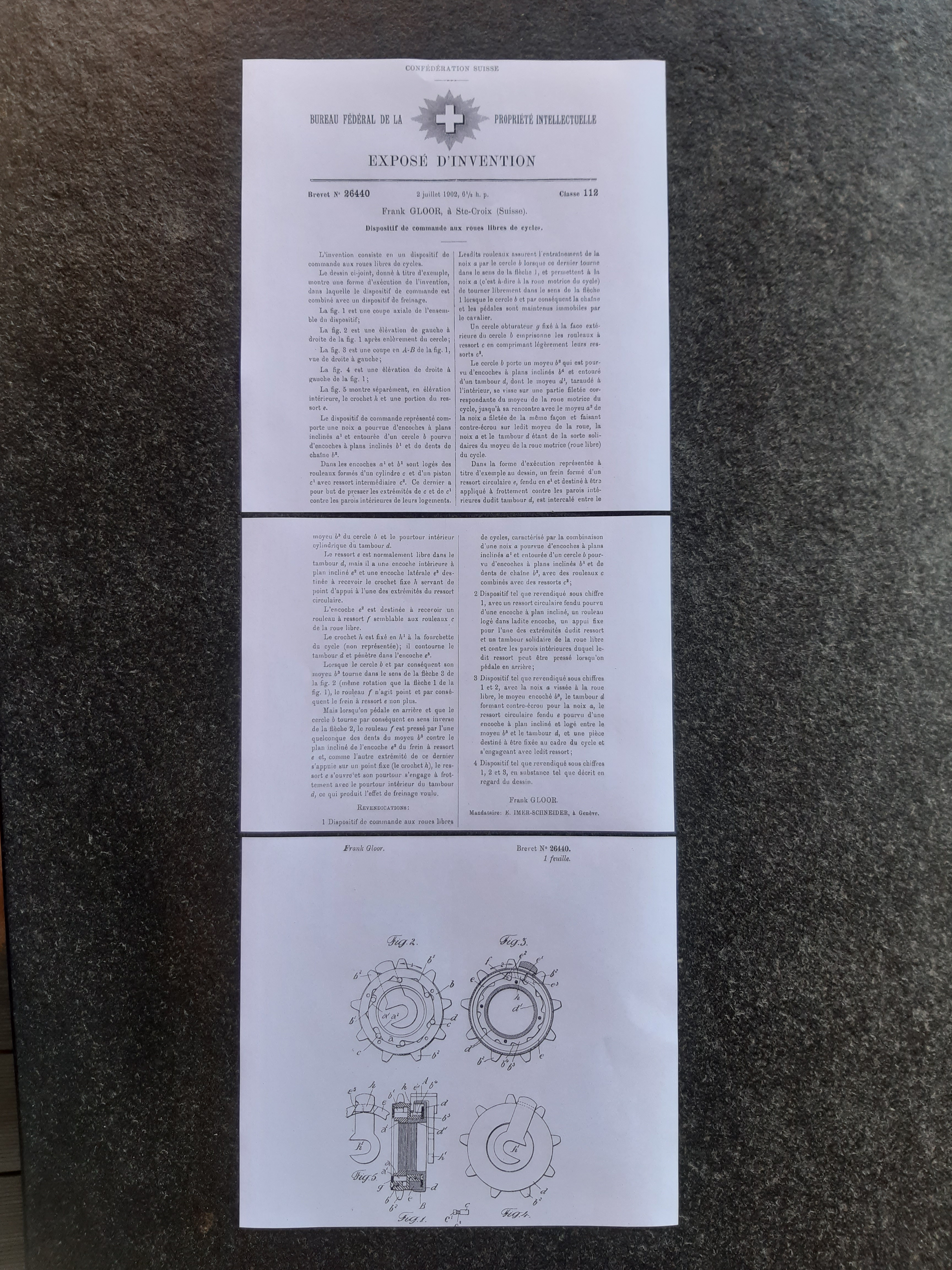
Brevet du frein à rétropédalage du Suisse Frank Gloor en 1902.

Lorsque l'on pédale en avant sur ce type de moyeu, les pignons entraînent une vis qui force un levier à se déplacer le long de l'axe, en entraînant la roue. Lorsque l'on pédale en arrière, la vis entraîne le levier dans le sens opposé, ce qui l'amène soit entre deux patins de freins (et les presse contre les parois du moyeu), soit au milieu d'une bague fendue (et l'écarte contre les parois). La surface de freinage est souvent en acier et les éléments de freinage en laiton ou en bronze phosphoreux comme le Perry Coaster Hub.
Les vélos à rétropédalage ont été longtemps équipés d'une seule vitesse (1903, Ernst Sachs) et utilisent souvent une chaîne de 1/8 de pouce. Néanmoins, il a rapidement existé plusieurs modèles de freins à rétropédalage avec des dérailleurs — notamment le Sachs 2x3 — ou intégrés dans le moyeu arrière :
- les systèmes à dérailleurs utilisent des dérailleurs extrêmement courts qui, d'une part, supportent d'être tordus fréquemment et, d'autre part, ne nécessitent pas un rétropédalage excessif pour enclencher le frein. Bien que ce type soit devenu moins courant, SRAM en fabrique encore ;
- les systèmes de rétropédalage intégrés dans le moyeu — notamment le Sachs Torpedo à 3 vitesses — ont équipé une grande majorité des vélos des pays où l'usage domestique du vélo est très répandu (Allemagne, Pays-Bas, etc.), depuis la Première Guerre mondiale (1924)[Quoi ?] jusqu'à la Seconde (1940). La technologie d'aujourd'hui permet de regrouper un frein à rétropédalage et un système de vitesses dans le moyeu arrière, avec un nombre plus important de vitesses, comme le Sturmey Archer AWC (3 vitesses), le Sachs Pentasport (5 vitesses), le Shimano Nexus (3, 5, 7 et 8 vitesses) et les SRAM (7 et 9 vitesses [i-motion 9]). Par comparaison avec le dérailleur classique — qui peut avoir jusque 30 vitesses mais dont on n'utilisera jamais la gamme entière —, toutes celles intégrées dans le moyeu arrière le seront.

Les freins à rétropédalage ont l'avantage d'avoir tout leur mécanisme à l'intérieur du moyeu et d'être ainsi protégés de la pluie ou de la neige. Par contre, comme ils sont uniquement utilisés sur la roue arrière, on peut facilement déraper (comme avec tous les freins arrière). Ils peuvent fonctionner plusieurs années sans avoir besoin d'entretien, mais sont plus compliqués à réparer que les freins sur jante. On voit encore couramment circuler des vélos équipés de rétropédalage datant de vingt ans, voire davantage.
Lors d'une crevaison, si celle-ci nécessite le changement de chambre à air, le démontage de la roue arrière est un peu plus long que pour une roue à dérailleur, mais ce temps supplémentaire protège du vol à la sauvette de la roue.
Les vélos de ville utilisant le rétropédalage sont souvent également équipés d'un système de freinage en V ou à tambour à l'avant : le rétropédalage est utilisé en permanence, comme frein principal, mais, en cas d'urgence, on a besoin de ses deux mains pour freiner des deux roues. Sans oublier que, dans des cas extrêmes, la chaîne peut sauter. De toute façon, la législation française exige deux systèmes de freinage. La course (battement ou écart) entre pédalage avant et arrière est un élément important de sécurité.
Outre la fiabilité et l'absence d'usure, on y trouve une sécurité supplémentaire lorsqu'il pleut, car contrairement aux freins à patins, et comme pour les freins à tambours, le freinage reste opérant. Les habitudes sont prises dès l'enfance et étant enfant il est plus facile de rétropédaler avec les jambes que de serrer un frein avec une petite main. Aujourd'hui avec des systèmes de freinage plus faciles à utiliser et à maintenir, les débats sur les avantages comparés du rétropédalage dès l'enfance dans les pays à grande tradition cycliste notamment pour aller au collège sont fréquents. Dans ces pays à forte tradition de rétropédalage comme l'Allemagne, le système mixte s'impose.

### Freins à patin

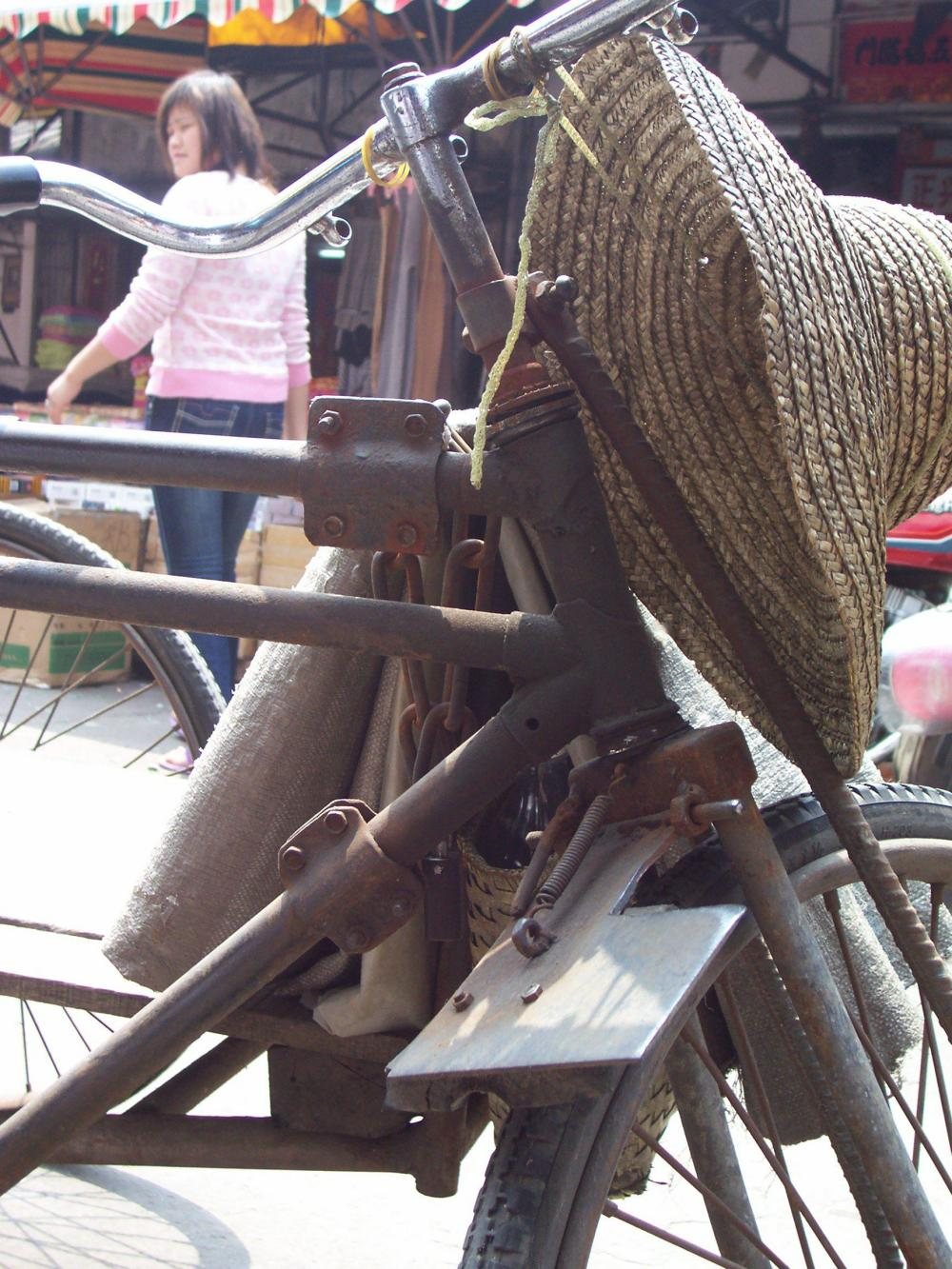
Frein à patin improvisé sur un triporteur chinois.

Le frein à patin (sur bande de roulement) fut l'un des premiers types de freins, apparu avant le pneumatique. Il fut d'abord utilisé à la fin du XIXe siècle sur les vélocipèdes et les  grand-bi munis de bandages en caoutchouc. Il continua d'être utilisé après l'apparition de la bicyclette de sécurité, qui était équipée de pneumatiques. Il consiste en un patin (souvent en cuir) que l'on appuie sur le haut du pneu avant. Il est quasiment tout le temps actionné par une barre que l'on dirige depuis un levier placé sur la droite du guidon. Dans les pays en développement, on place parfois sur de vieux roadsters un frein à patin actionné par le pied. Il est constitué d'un battant attaché par un ressort sur l'arrière du pivot de la fourche. Lorsque le cycliste appuie son pied contre le patin, le ressort se détend et le patin vient frotter contre le pneu avant.
Le frein à patin est peut-être le modèle de frein le plus sensible aux conditions extérieures. De plus, il use les pneus et s'use lui-même extrêmement vite.
Bien que rendu obsolète par l'apparition des freins à rétropédalage et des freins actionnés par une barre, ils continua d'être utilisé en Occident comme frein supplémentaire sur les vélos pour adultes jusque dans les années 1930 et jusque dans les années 1950 sur les vélos pour enfant. Dans les pays en développement, on en fabriquait encore très récemment.

## Leviers de frein
Les leviers de frein sont en général montés sur le guidon de manière à être accessibles facilement par les mains du cycliste. Ils peuvent être incorporés aux manettes de vitesses ou bien être séparés. Les vélos de course avec guidon courbé ont parfois plus d'un levier par frein pour simplifier le freinage depuis différentes positions des mains.

### Leviers mécaniques (avec câble)
Il y a deux variétés de leviers mécaniques qui différent par la longueur de câble qu'elles tirent pour un angle de levier donné :
- les leviers standards adaptés aux freins à étrier ou aux cantilevers traditionnels ;
- les leviers adaptés aux freins à tirage linéaire.

L'avantage mécanique du levier doit correspondre au frein auquel il est relié afin que le cycliste ait suffisamment de levier pour actionner le frein.
Par exemple, les leviers pour freins à étrier peuvent fonctionner avec des cantilevers à tirage central, mais pas à tirage direct ou linéaire. Les cantilevers à tirage direct ont deux fois plus d'avantage mécanique que les freins traditionnels, donc ils ont besoin d'un levier qui en a deux fois moins. Les leviers à long tirage tirent le câble deux fois plus loin, mais deux fois moins fort.

### Leviers hydrauliques
Les leviers pour freins hydrauliques poussent le fluide hydraulique dans des tuyaux vers les freins.

## Techniques de freinage
Il y a plusieurs techniques répandues pour freiner efficacement sur un vélo standard à deux freins. La méthode la plus couramment enseignée consiste à appliquer environ 75 % de la force de freinage sur le frein avant et environ 25 % sur le frein arrière. C'est effectivement une des méthodes les plus efficaces pour ralentir une bicyclette. Cela vient du fait que lors d'un freinage, la décélération entraîne un transfert du poids sur la roue avant. La traction devient donc plus forte sur la roue avant que sur la roue arrière. La roue arrière supporte alors une moins grande force de freinage avant de commencer à déraper.
Mais si on freine trop du frein avant, la roue arrière risque de décoller et le cycliste risque de basculer par-dessus le guidon. Certains freins ont un ressort qui limite la force qu'on peut leur appliquer. Ils sont plus simples à utiliser mais le freinage est moins puissant. Sur les tandems et autres vélos à long empattement (comme les vélos couchés ou d'autres vélos spécialisés), la longueur de leur empattement et leur point de gravité plus bas rendent quasiment impossible la culbute par-dessus la roue avant.
Néanmoins, dans certaines situations il est préférable de ralentir et d'utiliser plus le frein arrière et moins le frein avant :
- sur surface glissante, comme des pavés humides, de la boue, de la neige, de la glace ou des gravillons, car il est très difficile de se rétablir à la suite d'un dérapage de la roue avant sur une surface glissante ;
- sur surface accidentée : si la roue avant décolle pendant un freinage, elle va s'arrêter complètement de tourner. Atterrir sur une roue avant bloquée risque de provoquer son dérapage et une culbute du cycliste par-dessus le guidon ;
- sur surface de type graviers ou poussière : pour freiner le plus possible dans des pentes fortes sur des sols de résistance inégale, il est plus aisé de bloquer complètement la roue arrière, quasiment sans freiner la roue avant, pour ne se concentrer que sur l'équilibre de son vélo ;
- dans une longue descente : uniquement dans le cas d'un frein à mâchoire, alterner le freinage de la roue avant et de la roue arrière peut servir à éviter, d'une part la fatigue des mains du cycliste, d'autre part la surchauffe des jantes (ce qui peut provoquer une explosion du pneu) ;
- pneu avant dégonflé : freiner avec pneu dégonflé peut causer le déchaussement du pneu et engendrer un accident.

## Vélos sans frein
Par souci de sécurité, les vélos de piste n'ont pas de frein. On cherche ainsi à éviter des changements de rythme brutaux lors de courses sur un vélodrome. Vu qu'ils sont équipés d'un pignon fixe, le freinage peut se faire en inversant la force sur les pédales.
Dans certaines disciplines dites alternatives (le street, le dirt, le park et le trail, disciplines pratiquées en bicross ou VTT), les vélos ne sont pas munis de frein, dans le but d'élever le niveau de difficulté technique, et de rendre le pilotage plus fluide. La méthode classique pour s'arrêter consiste alors à freiner en apposant son pied sur un des pneus du vélo, voire de poser un pied, ou les deux, par terre.